# Museo civico d'arte siamese Stefano Cardu
Il museo civico d'arte siamese Stefano Cardu si trova all'interno della Cittadella dei musei, il polo museale situato nel Castello di Cagliari.

## Storia
Nelle sale del Museo Cardu, l'unico dedicato all'arte orientale in Sardegna, si trova esposta la più ampia collezione d'arte siamese in Europa, frutto delle ricerche del collezionista cagliaritano Stefano Cardu che, nel 1914, fece dono al comune di Cagliari di una parte degli oggetti da lui acquistati durante la sua permanenza in Siam, attuale Thailandia, e in occasione dei suoi viaggi in tutta la penisola indocinese, in Cina, in Giappone e in India. La collezione venne esposta in un primo momento nel palazzo Civico, dal 1977 nella Galleria comunale d'arte e dal 1981 nella Cittadella dei musei.
I primi studi sulla collezione vengono effettuati da Gildo Fossati nel 1969. Nel 2007-2008 è stato curatore scientifico del museo l'orientalista Ruben Fais. Lo studioso, massimo esperto della collezione, inoltre, nel 2009-2011 ha curato il prestito permanente e lo studio specialistico della collezione Canese, una preziosa e rara raccolta d'arte buddhista birmana, composta da statuaria, vasi e manoscritti, risalenti all'epoca di Konbaung (1752-1885).

## Descrizione
La collezione siamese è composta da dipinti raffiguranti episodi del Ramakien, manoscritti, sculture buddhiste in bronzo, avorio, legno, argenteria a niello e a sbalzo, databili tra il XVII-XIX secolo. Di grande pregio sono i numerosi okimono e i netzuke giapponesi di epoca Meiji, e le porcellane cinesi e siamesi, risalenti alla dinastia Ming e Qing (XIV-XIX secolo). 
Di particolare interesse è altresì la collezione di monete orientali. La collezione comprende inoltre l'unica raccolta di armi provenienti dall'Asia sud orientale in Italia).